# اسقف‌نشین آرتیک
اسقف‌نشین آرتیک (ارمنی: Արթիկի թեմ Artiki t'em) یک اسقف‌نشین کلیسای حواری ارمنی می‌باشد که بخش جنوبی استان شیراک ارمنستان را در بر می‌گیرد. نام این اسقف‌نشین از شهرک آرتیک در داخل شهرستان تاریخی شیراک در استان تاریخی آیرارات ارمنستان بزرگ بوده است گرفته شده است.